# Ceraeochrysa tenuicornis
Ceraeochrysa tenuicornis är en insektsart som beskrevs av Adams och Penny 1987. Ceraeochrysa tenuicornis ingår i släktet Ceraeochrysa och familjen guldögonsländor. Inga underarter finns listade i Catalogue of Life.